# Miami 2 Ibiza
Miami 2 Ibiza ist ein Lied der schwedischen House-Band Swedish House Mafia und des britischen Rappers Tinie Tempah, das im August 2010 erschien.

## Entstehung und Veröffentlichung
Geschrieben und produziert wurde das Lied von den drei Swedish-House-Mafia-Mitgliedern Steve Angello, Axel Hedfors (Axwell) und Sebastian Ingrosso. Beim Schreibprozess bekam das Trio Unterstützung durch Mitinterpret Patrick Okogwu (Tinie Tempah).
Die Erstveröffentlichung von Miami 2 Ibiza erfolgte als Promo-Tonträger am 30. August 2010. Am 1. Oktober 2010 erschien es zunächst als Teil von Tinie Tempahs Debütalbum Disc-Overy bei Parlophone (Katalognummer: 9065132). Sieben Tage später folgte schließlich die offizielle Singleauskopplung bei EMI Music. Diese erschien als digitale Maxi-Single mit sechs verschiedenen Versionen des Liedes. Am 22. Oktober 2010 erschien Miami 2 Ibiza zudem als Teil von Until One bei Virgin Records (Katalognummer: 9077502), dem Debütalbum der Swedish House Mafia.
Singleartwork

Cover
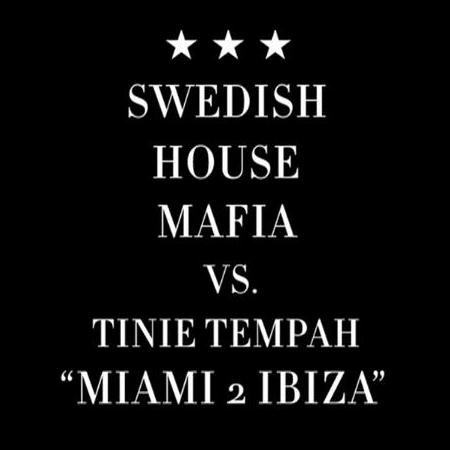
Alternatives Cover
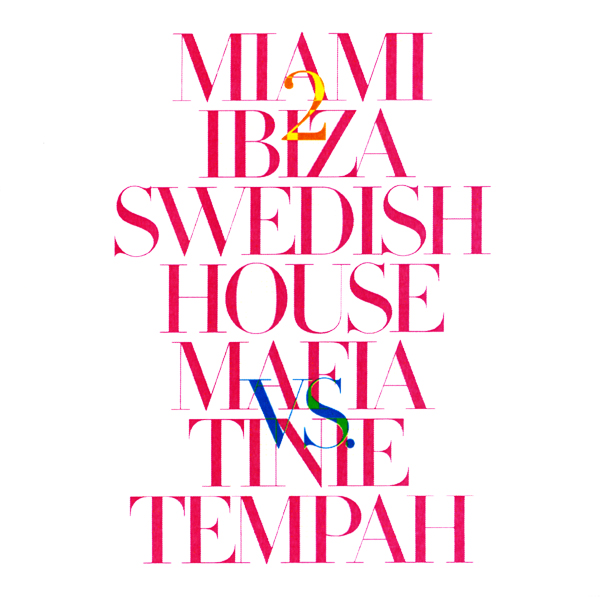
Alternatives Cover
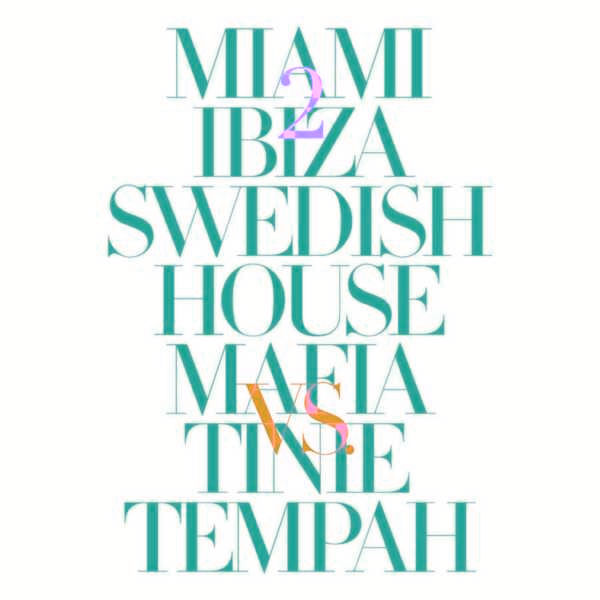
Alternatives Cover
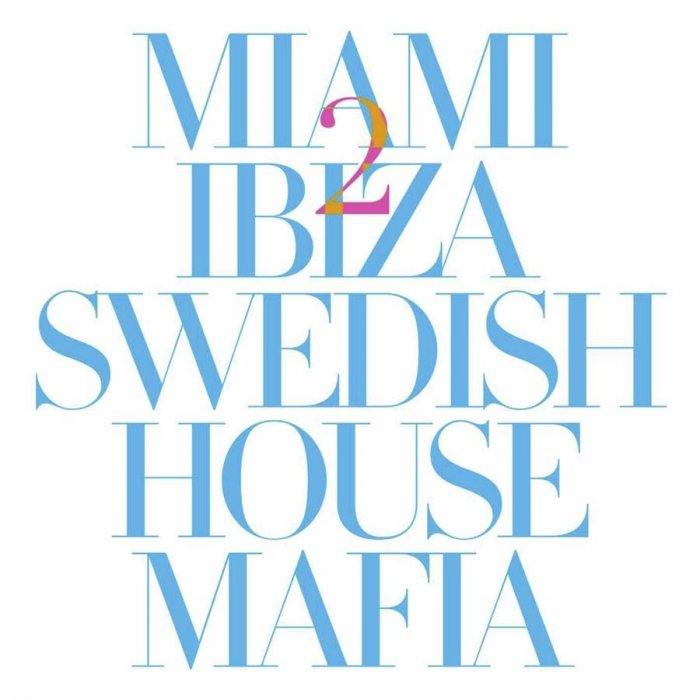
Cover der Instrumentalversion

## Musikvideo
Nachdem am 27. August 2010 vorab die Instrumentalversion vom Song auf YouTube veröffentlicht worden war, erschien am 1. Oktober, zeitgleich mit der Publikation der Single, auch das offizielle Musikvideo. Das Video zeigt zu Beginn abwechselnd eine Frau, die durch ganz Miami reist, und Tempah, wie er in einem komplett weißen Raum rappt. Nach Tempahs Part sieht man die Frau bei einer Party, bei der die drei DJs von Swedish House Mafia gerade einen Auftritt haben, und anschließend, wie sie unter anderem oben ohne im Meer badet und schwimmt und nach Ibiza reist. Nach Tinie Tempahs zweitem Part sieht man bis zum Ende hin nur noch sie und Swedish House Mafia bei einem Konzert auf Ibiza. Das Musikvideo wurde von Christian Larson gedreht. Am 9. Dezember desselben Jahres wurde dann noch ein Lyrikvideo publiziert.

## Rezensionen
Nick Levine von Digital Spy meinte, dass, wenn sich zwei Genres treffen würden, die komfortable Bettnachbarn wären (Hip-Hop und House), sich die Welt nicht gleich bewegen würde, sobald sie etwas „dreckiges“ machen. Das Ergebnis dieser Mischung würde sich wie eine „Cam ’n’ Cleggy-Koalition“ in der Musik anhören. Man könne nicht kritisieren, dass dies nicht effektiv sei, aber genauso wenig könnte man sagen, dass es nahtlos funktioniert. Er vergab drei Sterne.

## Kommerzieller Erfolg

### Chartplatzierungen
| ChartsChartplatzierungen     | Höchstplatzierung | Wochen |
| ---------------------------- | ----------------- | ------ |
| Deutschland (GfK)            | 46 (9 Wo.)        | 9      |
| Österreich (Ö3)              | 36 (11 Wo.)       | 11     |
| Schweiz (IFPI)               | 19 (22 Wo.)       | 22     |
| Schweden (GLF)               | 10 (29 Wo.)       | 29     |
| Vereinigtes Königreich (OCC) | 4 (27 Wo.)        | 27     |

| ChartsJahrescharts (2010)    | Platzierung |
| ---------------------------- | ----------- |
| Schweden (GLF)               | 37          |
| Vereinigtes Königreich (OCC) | 74          |

### Auszeichnungen für Musikverkäufe
| Land/Region                  | Auszeichnungen für Musikverkäufe (Land/Region, Auszeichnung, Verkäufe) | Verkäufe  |
| ---------------------------- | ---------------------------------------------------------------------- | --------- |
| Australien (ARIA)            | 2× Platin                                                              | 140.000   |
| Kanada (MC)                  | Gold                                                                   | 40.000    |
| Schweden (IFPI)              | 5× Platin                                                              | 200.000   |
| Vereinigtes Königreich (BPI) | 2× Platin                                                              | 1.200.000 |
| Insgesamt                    | 1× Gold · 9× Platin ·                                                  | 1.580.000 |